# Национальный театр (Варшава)
Национальный театр, или Театр Народовы (пол. Teatr Narodowy), — драматический театр в Варшаве.
Национальный театр помещается с 1833 года в боковой части варшавского Большого театра, который проектировал итальянский архитектор Антонио Корацци. Однако история Национального театра более длинна — заложил его польский король Станислав Август Понятовский в 1765 году.

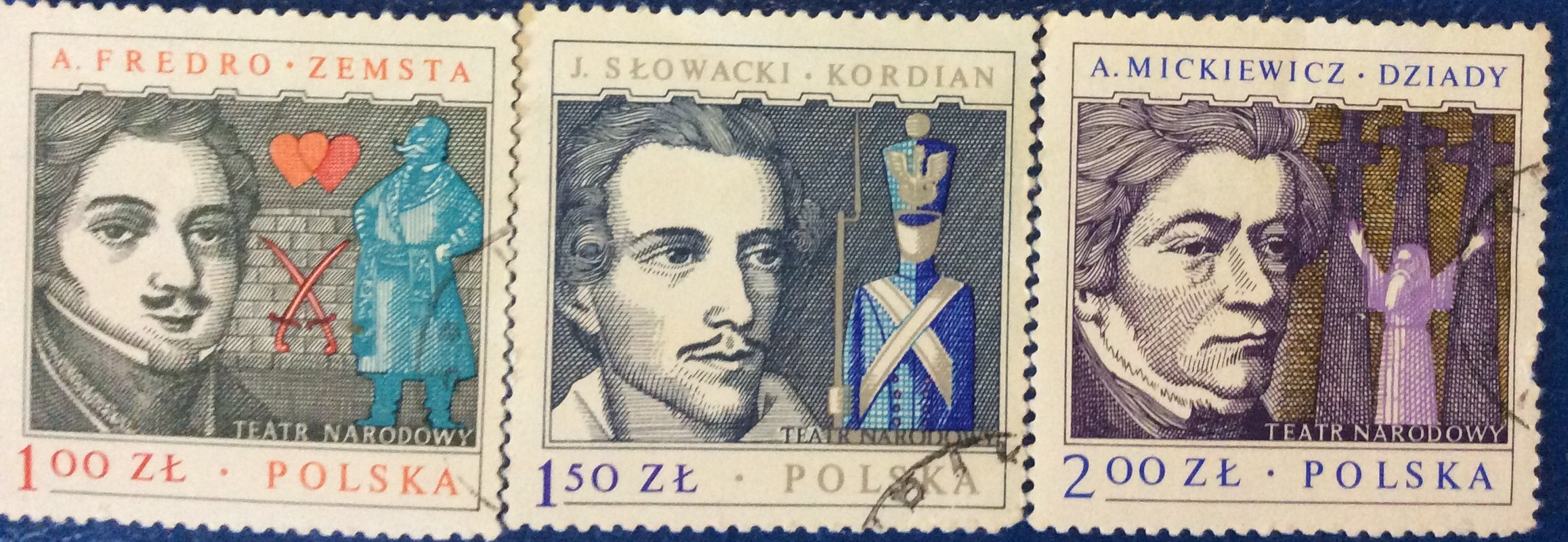
Марки театра Народовы

## История
- 19 ноября 1765 года в несуществующем сегодня здании состоялся первый спектакль созданной королём постоянной, профессиональной и публичной актёрской труппы, которая носила название «Национальные актёры Его Королевского Величества» (пол. Aktorowie Narodowi Jego Królewskiej Mości).
- В 1774 году для Национального театра был адаптирован варшавский Дворец Радзивилов на улице Краковское предместье (ныне Президентский дворец). С 1779 года Национальный театр поместили в новом здании, построенном на площади Красиньских.
- В 1810 году была создана «Правительственная дирекция театров», которая действовала по-прежнему после присоединения большой части Варшавского герцогства к Российской империи как автономное Царство Польское. В 1822 году она получила название «Дирекция театров и всяких драматических и музыкальных зрелищ в Царстве». Этому учреждению подчинялся Национальный театр, который финансировался из публичных фондов, в частности из налога от зрелищ, которые выдумал Войцех Богуславский.
- В 1829—1833 годах театр имел вторую сцену на улице Краковское предместье.
- С 1933 года театр Народовы поместили вместе с Варшавской оперой в новом здании Большого театра на Театральной площади. Одновременно объединили Национальный театр с другими варшавскими театрами, оперой, опереттой и балетом в Варшавские правительственные театры (пол. Warszawskie Teatry Rządowe). Ведущей властью этого нового учреждения был президент, которым всегда назначался генерал Российской империи (напр. Игнацы Абрамович, Александр Ян Гауке. По 1915 год ему подчинялись 5 театральных зданий: Большой театр, Летний театр, Маленький театр, Новый театр, Театр «Новости».
- После пожара, уничтожившего сцену в 1919 году, театр восстановили в 1924 году и вновь дали ему название «Национальный театр».
- Во время Второй мировой войны здание Большого театра было полностью разрушено. После восстановления боковой части здания театр Народовы возобновил свою деятельность в 1949 году постановкой пьесы «Егор Булычов и другие» М. Горького.
- В 1985 году вспыхнул очередной пожар, который разрушил сцену и зрительный зал. В 1985—1990 годах театр Народовы временно использовал помещение Театра на Воли. После изменения государственного строя министр культуры и искусства Изабелла Цивиньска подняла решение о роспуске труппы театра Народовы.
- После окончания восстановления помещений в боковой части Большого театра, 19 ноября 1996 года, в годовщину первой премьеры из восемнадцатого века, театр Народовы возобновил свою деятельность.

## Известные актёры театра
- Барбасевич, Марек
- Баргеловский, Даниэль
- Билевский, Богуш
- Баэр, Богдан
- Бенуа, Мариуш
- Бжозович, Войцех
- Блащик, Эва
- Богуславский, Войцех
- Бонк, Хенрик
- Бочарская, Магдалена
- Браунек, Малгожата
- Быльчиньский, Януш
- Вальтер, Иоанна
- Вардейн, Здзислав
- Вишневская, Эва
- Гайос, Януш
- Глинский, Венчислав
- Гоголевский, Игнацы
- Горностай, Анна
- Грушка, Каролина
- Грушниц, Иоланта
- Дмушевский, Людвик Адам
- Деймек, Казимеж
- Жмиевский, Артур
- Жулковский, Фортунат Алоизий Гонзага
- Заверушанка, Александра
- Замаховский, Збигнев
- Зачик, Станислав
- Карчевский, Здзислав
- Клейдыш, Мария
- Клосиньский, Януш
- Ковнацкая, Габриела
- Кожуховская, Малгожата
- Коссобудзкая, Халина
- Красновецкий, Владислав
- Краснодембская, Эва
- Краффтувна, Барбара
- Курнакович, Ян
- Лапиньский, Ежи
- Лапицкий, Анджей
- Ледуховская, Юзефа
- Ломницкий, Тадеуш
- Лукашевич, Ольгерд
- Лысаковский, Богдан
- Любенская, Каролина
- Майдрович, Мария
- Маховский, Игнацы
- Мацеевский, Зыгмунт
- Миколаевска, Кристина
- Миколаевский, Адам
- Моджеевская, Хелена
- Мрожевский, Здзислав
- Мулярчик, Адам
- Опалиньский, Казимеж
- Остерва, Юлиуш
- Павлик, Бронислав
- Павлицкий, Михал
- Пешек, Ян
- Притуляк, Малгожата
- Пшоняк, Войцех
- Радзивилович, Ежи
- Рахвальская, Барбара
- Семион, Войцех
- Сенюк, Анна
- Серва, Эва
- Сливиньский, Юзеф (?)
- Сольская, Ирена
- Сольский, Людвик
- Стенка, Данута
- Таляр, Хенрик
- Телешиньский, Лешек
- Трапшо, Текла
- Трусколаская, Агнешка
- Турек, Ежи
- Фрыч, Ян
- Холоубек, Густав
- Хоравянка, Барбара
- Цвиклиньская, Мечислава
- Целювна, Магдалена
- Цецерский, Ян
- Шаполовская, Гражина
- Щепковский, Анджей
- Энглерт, Ян
- Ярач, Стефан